# Maniola persica
Maniola persica är en fjärilsart som beskrevs av Le Cerf 1913. Maniola persica ingår i släktet Maniola och familjen praktfjärilar. Inga underarter finns listade i Catalogue of Life.